# Отруєна рана
Отруєна рана (лат. Vulnus venenum bibendus) — рана, яка містить отруту, що потрапила туди коли вжалила чи вкусила отруйна комаха, змія та інші тварини, а також отруйні речовини, що проникли в рану в результаті застосування хімічної зброї або при роботі з токсичними речовинами.
Незважаючи на те, що кусано-отруєна рана є комбінованою, в медицині усі отруєні рани об'єднали власне в окрему групу через небезпеку для здоров'я людини.

## Етіологія
Природні отрути є різної структуру, відповідно етіологія та клініка буде в першу чергу залежати від виду отрути. Так наприклад, отрута змій дуже складна за хімічним складом і являє собою комплекс речовин білкової природи, який має різний механізм дії. Вона руйнує еритроцити, порушує зсідання крові (знижує і підвищує), збільшує проникливість клітинних мембран, уражає нервову і серцево-судинну системи. Оскільки отрута змії містить речовини білкової природи, також додатково можливий розвиток алергічної реакції аж до анафілактичного шоку.

## Прояви
Скорпіони, павуки, комарі, ґедзі, бджоли, оси, змії, качкодзьоб, варани завдають укуси. Мурени, риба-їжак, морські чорти, риби-скати теж вприскують отруту чи токсин через поранену шкіру (укус чи укол шипом).
В будь якому випадку, це призводить до загальної інтоксикації, спостерігаються запаморочення, головний біль, підвищення температури, слабкість та  ін. Все залежить від кількості та хімічної активності (сили) отрути (токсину), від індивідуальної чутливості та загального стану організму.
При укусі змій отрута справляє як місцевий, так і загальний вплив на організм. В ділянці укусу виникає біль, набряк, інколи утворюються на шкірі пухирі з геморагічним вмістом, некроз м'яких тканин. Часто виникають лімфангіти, лімфаденіти і т. ін.

## Лікування
Такі рани є небезпечними, тому їх необхідно обробляти комплексно: хірургічно, терапевтично.
Частина таких поранень "вимагає" швидкої медичної допомоги для порятунку життя.
У подібних випадках бажано висмоктати отруту через накладену марлю (чи підручний шмат тканини). Не слід відразу зупиняти кров оскільки разом з нею частково виходять і токсини. За півгодини можливо накласти джгут, задля зменшення всмоктування отрути рекомендується охолодити уражену ділянку та надавати потерпілому побільше рідини.
При отруєних ранах, де отрута є смертельно небезпечною, дуже важливо вчасно (і швидко) ввести відповідну протиотруту.